# Priboj (Leskovac)
Priboj je naselje u gradu Leskovcu, Jablanički upravni okrug, Srbija. Prema popisu iz 2022. godine u Priboju je živjelo 465 stanovnika.